# Javier Linares Aranzabe
Javier Linares Aranzabe (Tolosa, Guipúzcoa, 14 de noviembre de 1892 - Guadalajara, México, 26 de agosto de 1960) fue un militar español.

## Biografía
Ingresó en la Academia de Infantería de Toledo en septiembre de 1907, de donde se licenció tres años más tarde con el grado de teniente. Mientras realizaba su carrera militar, también desarrolló estudios de derecho en la Universidad de Sevilla. En el verano de 1932, cuando se produjo la «Sanjurjada», se encontraba destinado en la II División Orgánica con el rango de comandante de Estado mayor. Tras el estallido de la Guerra Civil, estuvo destinado en el Estado Mayor del Ministerio de la Guerra.
A finales de septiembre de 1936 fue enviado a la zona norte, siendo nombrado comandante del sector de Oviedo. Desde este puesto, dirigió varios asaltos contra Oviedo, donde resistían las fuerzas sublevadas al mando del coronel Aranda. A finales de año ya se había convertido en el líder militar de las fuerzas republicanas en Asturias. En la primavera de 1937 fue nombrado comandante del III Cuerpo de Ejército Asturiano, y posteriormente del XVII Cuerpo de Ejército. Sin embargo, la presión de las fuerzas sublevadas era considerable y tras la campaña de Asturias las fuerzas de Franco lograron conquistar todo el norte de España. Tras su regreso a la zona centro, en noviembre de 1937 fue nombrado jefe de Estado mayor del Ejército de Extremadura, y en la primavera de 1938 jefe de Estado mayor del Ejército del Este.
Al final de la contienda se exilió en Francia, siendo internado durante algún tiempo en el campo de concentración de Argelès-sur-Mer. Posteriormente se trasladó a México, a donde llegó a bordo del vapor Nyassa en mayo de 1942. Allí se afilió en la Agrupación socialista de México.